# Marte 2
Martie 2 a fost o sondă spațială a programului Marte, lansată de Uniunea Sovietică la 19 mai 1971 spre planeta Marte. Misiunile Marte 2 și Marte 3 au constat din nave spațiale identice, fiecare cu un orbitator și un lander. Au fost lansate cu racheta Proton-K cu un Blok D pe treapta superioară. Landerul lui Marte 2 a devenit primul obiect creat de om care a ajuns la suprafața lui Marte, deși sistemul de aterizare a eșuat și landerul a fost pierdut.

## Sonda
Orbitatorul și dispozitivul de aterizare aveau împreună o masă de aproximativ 4.650 kg la lansare (inclusiv combustibil) și întreaga sondă avea o înălțime de 4,1 metri, cu un diametru de aproximativ 2 metri plus două panouri solare fotovoltaice cu lungimea totală de 5,9 metri. Un mic rover a fost depozitat în modulul de aterizare care trebuia să efectueze cercetări științifice pe solul lui Marte.

## Orbitator
Orbitatorul Marte 2 avea o masă de aproximativ 3.440 kg, inclusiv combustibil, avea o formă aproape cilindrică și adăpostea sistemul de propulsie, partea principală a modulului, în partea inferioară. Sarcina principală a acestui motor a fost introducerea sondei pe o orbită marțiană de 1.380 x 24.940 km parcursă în 18 ore și înclinată cu 48,9 grade.
Sarcina principală a acestui modul a fost obținerea de imagini ale suprafeței planetei și a norilor acesteia, determinarea temperaturii planetei, studierea topografiei, compoziției și proprietăților fizice ale suprafeței, măsurarea proprietăților atmosferei, monitorizarea vântului solar și a câmpurilor magnetice interplanetare și marțiene și acționează ca un releu pentru a trimite datele obținute de sondă către Pământ. 
Printr-o coincidență, o furtună de praf deosebit de mare pe Marte a afectat negativ misiunea. Când Mariner 9 a sosit și a orbitat cu succes Marte la 14 noiembrie 1971, cu doar două săptămâni înainte de Marte 2 și Marte 3, oamenii de știință au fost surprinși să constate că atmosfera era densă, „o mantie de praf acoperea întreaga planetă, fiind cea mai mare furtună observată vreodată”. Suprafața planetei era complet ascunsă. În imposibilitatea de a reprograma computerele misiunii, atât Marte 2, cât și Marte 3 și-au trimis imediat landerii, iar orbitatorii au folosit o parte semnificativă din resursele lor de date disponibile pentru a captura imagini ale norilor de praf de dedesubt, mai degrabă decât de a cartografia suprafața. Orbitatorul Marte 2 și orbitatorul Marte 3 au continuat să înconjoare Marte și să transmită imagini pe Pământ încă opt luni.

### Intrare, coborâre și aterizare eșuată
Modulul de coborâre s-a separat de orbitator la 27 noiembrie 1971 cu aproximativ 4,5 ore înainte de a ajunge pe Marte. După ce a intrat în atmosferă cu aproximativ 6 km/s, sistemul de coborâre de pe modul a funcționat defectuos, posibil pentru că unghiul de intrare a fost prea abrupt. Secvența de coborâre nu a funcționat așa cum a fost planificat și parașuta nu s-a desfășurat.
Modulul de coborâre a devenit primul obiect creat de om care a afectat suprafața lui Marte. Locul exact al accidentului este necunoscut, dar se estimează că este la 45°S 313°V / 45°S 313°V. Încercările de a contacta sonda după prăbușire nu au avut succes.

## Galerie

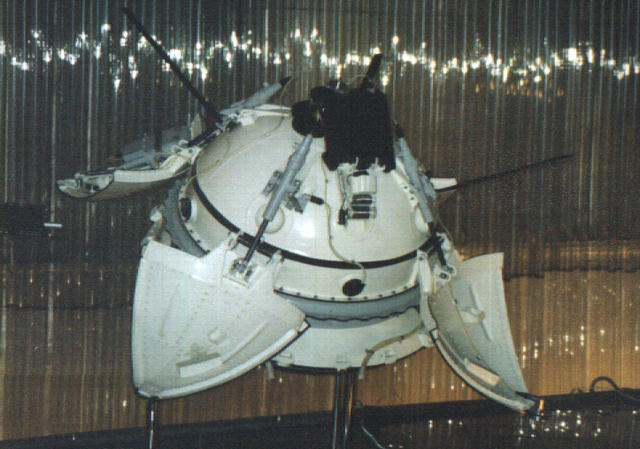
Roverul Prop-M de 4,5 kg care urma să se deplasa pe suprafață planetei pe schiuri în timp ce era conectat la lander cu un cablu de 15 metri.
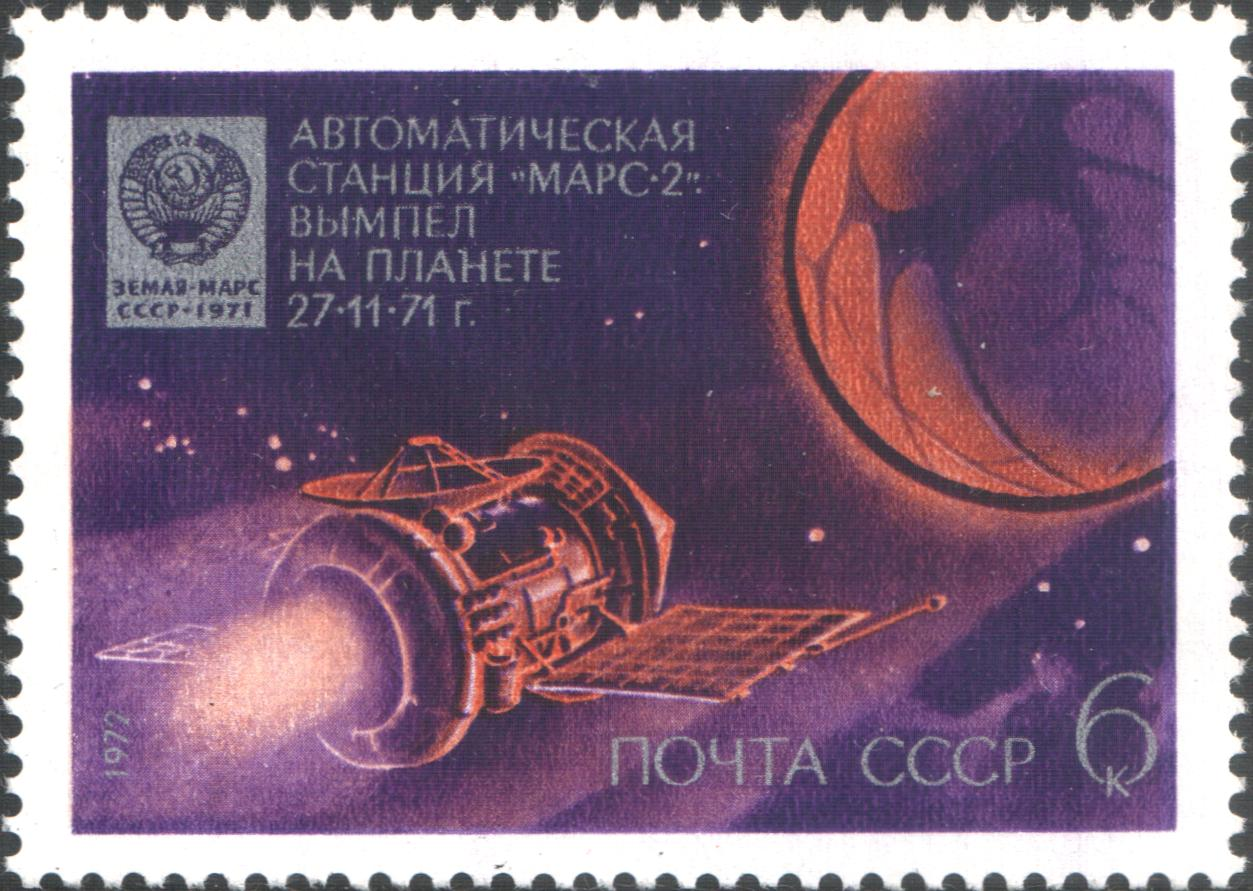
Marte 2, timbru poștal sovietic din 1972.